# جيش الرب

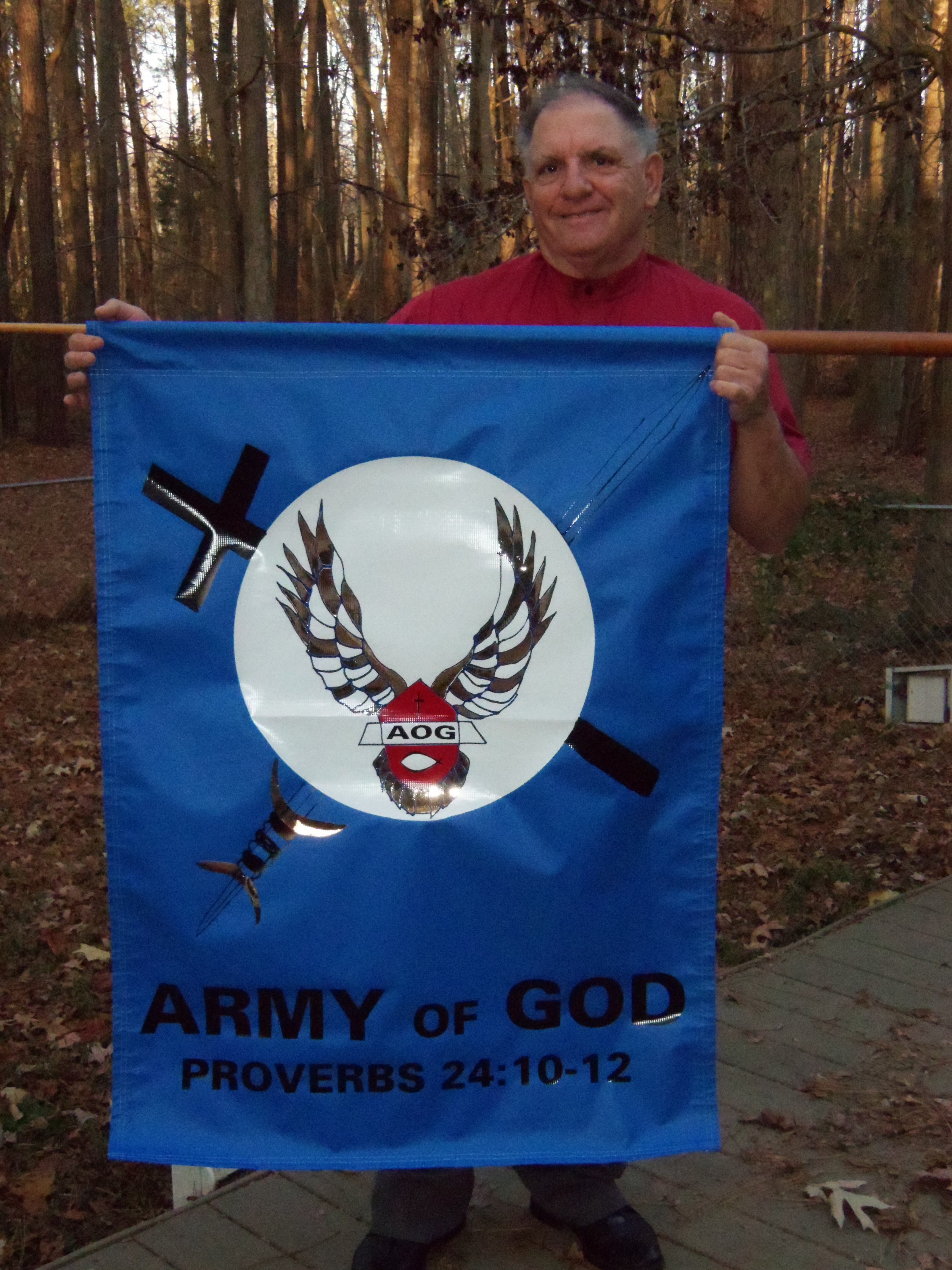
عضو جيش الرب دونالد سبيتز يحمل راية جيش الرب.

جيش الرب أو جيش الله (بالإنجليزية: AOG)‏ هي منظمة إرهابية مسيحية أمريكية، ارتكب أعضاؤها أعمال عنف ضد الإجهاض ونَوَادٍ للمثليين، وتقوم بتفسير النصوص الدينية بما يصب في مصلحتها وتحقيق أهدافها. وفقًا لقاعدة المعرفة المشتركة حول الإرهاب التابعة لوزارة العدل ووزارة الأمن الداخلي ، فإن جيش الرب هو منظمة إرهابية نشطة تحت الأرض في الولايات المتحدة. بالإضافة إلى جرائم ممتلكات عديدة، ارتكبت الجماعة أعمال خطف ومحاولة قتل وقتل. تم تشكيل AOG في عام 1982 ، وبينما يتقاسمون أيديولوجية وتكتيكات مشتركة ، يزعم أعضاء المجموعة أنهم نادراً ما يتواصلون مع بعضهم البعض ؛ يُعرف هذا بشكل أكثر رسميًا باسم المقاومة بلا قيادة. تمنع المجموعة أولئك الذين يرغبون في "اتخاذ إجراءات ضد الإجهاض القاتل للأطفال" من مناقشة خططهم مع أي شخص مسبقًا.

## الإجراءات
حدثت أول حالة موثقة لتورط جيش الله في نشاط مناهض للإجهاض في عام 1982. ثلاثة رجال صرحوا بأنهم "جيش الرب": اختطفوا هيكتور زيفالوس ، وهو طبيب أجرى عمليات إجهاض، وزوجته الدكتورة روزالي جان واحتجزوهما كرهائن. تم إطلاق سراح الرهائن فيما بعد سالمين بعد ثمانية أيام. أعلنت "فرقة الساحل الشرقي" التابعة لـ AOG مسؤوليتها عندما قام ثلاثة رجال، بمن فيهم مايكل براي ، بزرع قنابل في سبع عيادات للإجهاض في ماريلاند، فيرجينيا، وواشنطن العاصمة في عام 1985.
في عام 1993، أُدين شيلي شانون، العضو النشط جدًا في جيش الرب ، بمحاولة قتل جورج تيلر وحُكم عليه بالسجن 11 عامًا. في العام التالي ، حُكم على شانون بالسجن لمدة 20 عامًا إضافية بتهمة الحرق العمد والتدخل في التجارة بالقوة والسفر بين الولايات للمساعدة في الابتزاز فيما يتعلق بمشاركتها في العديد من الحرائق والهجمات بالحمض على الإجهاض عيادات. تم إطلاق سراحها في عام 2018. اغتيل جورج تيلر لاحقًا في عام 2009 على يد سكوت رويدر أثناء قداس الكنيسة يوم الأحد. أعجبت رويدر بشانون كثيرًا وزارها عدة مرات أثناء وجودها في السجن. في نفس العام، وجد المسؤولون عن تطبيق القانون دليل جيش الرب ، وهو دليل تكتيكي للحرق العمد والهجمات الكيماوية والغزو والتفجيرات المدفونة في الفناء الخلفي لشيلي شانون. أدين بول جينينغز هيل بقتل كل من جون بريتون ومرافقة العيادة جيمس باريت. وأعلنت AOG مسؤوليتها عن تفجير الأظافر الذي قام به إريك روبرت رودولف عام 1997لعيادات الإجهاض في أتلانتا وبرمنغهام بالإضافةإلى حانة للمثليات في أتلانتا. المجموعة مسؤولة أيضًا عن إرسال تهديد بالقتل عبر رسالة إلى قاضي المحكمة العليا السابق هاري بلاكمون، الذي كتب رأي الأغلبية في قضية رو ضد وايد.
Clayton Waagner ، مدعياً أنه يتصرف من جانب "Virginia Dare Chapter" من AOG ، أرسل بالبريد أكثر من 500 حرف تحتوي على مسحوق أبيض إلى 280 من مقدمي خدمات الإجهاض في عام 2001. ادعت الرسائل أن المسحوق كان الجمرة الخبيثة . على الرغم من أنه لم يتم تحديده على هذا النحو ، فقد استغل هذا التكتيك خوف الجمهور من الحرب البيولوجية بعد هجمات الجمرة الخبيثة الحقيقية الأخيرة . واغنر مجرم معروف استخدم عددًا من الأسماء المستعارة لمراوغة الشرطة طوال تاريخه الإجرامي. تم إرسال الرسائل التي يشتبه في أنها مليئة بالجمرة الخبيثة بالبريد بعد هروبه من سجن مقاطعة ديويت في كلينتون ، إلينوي حيث كان محتجزًا قبل إصدار الحكم على جرائم ارتكبت سابقًا.
وترتبط المجموعة أيضًا بعدد من تفجيرات عيادات الإجهاض الأخرى ، وإشعال النيران وقتل مقدمي خدمات الإجهاض.: 25-26، 38  ادعى بعض المسؤولين الارتباط مع AOG؛ في حالات أخرى ، بينما لم يعرب القتلة عن انتمائهم للجماعة ، أيدت جماعة AOG أفعالهم وتبنت قضيتهم ، مشيرة إلى أن أي إجراء يمنع الإجهاض له ما يبرره. كان هيل رئيسًا لمنظمة سلائف تسمى "العمل الدفاعي" ، والتي أصدرت بيانات موقعة لأعضاء الكونجرس في أوائل التسعينيات تعبر عن مشاعر مماثلة حول "قتل القتلة".
وفقًا لقاعدة بيانات الإرهاب العالمي ، تمكنت المجموعة من إلحاق وفاة واحدة رسميًا فقط ، وهو ضابط الشرطة روبرت ساندرسون ، خلال هجومها عام 1998 على عيادة إجهاض في برمنغهام ، ألاباما. ومع ذلك ، كان أفراد الجماعة قتلة معروفين وأدينوا. وهذا يشمل بول هيل الذي لم يقم فقط بإطلاق النار على مقدمي خدمات الإجهاض نفسه ، بل ذهب إلى حد الظهور على ABC's Nightline لتبرير عمليات إطلاق النار التي نفذها مناهضون للإجهاض.

## دليل جيش الرب
دليل جيش الله هو وثيقة مجهولة كتبها أعضاء مناهضون للإجهاض في AOG وقد أيدوا على نطاق واسع من قبلهم. وفقًا لموقع AOG على الويب ، "لا ينبغي تفسير الدليل على أنه يعاقب أي مجموعة أو فرد على القيام بأي إجراء".
الكتاب ، الذي يتكون من ثمانية فصول وملاحق مختلفة ، يتعمق في مختلف ركائز أيديولوجيتهم وهو في الأساس خريطة طريق حول كيفية ارتكاب العنف ضد عيادات الإجهاض ومقدمي خدمات الإجهاض والأفراد المرتبطين بالإجهاض. أجزاء من الكتاب ، وتحديداً ملاحق الفصول الرابع والخامس والسادس ، غير متاحة للاستهلاك العام على موقع المجموعة الإلكتروني بسبب القوانين الفيدرالية. وهي الآن في طبعتها الثالثة وتشير إليها المجموعة باعتبارها وثيقة تاريخية.
الدليل متاح بالكامل تقريبًا على موقع AOG الإلكتروني الذي كان يديره سابقًا دونالد سبيتز. ليس لسبيتز أي سجل في النشاط الإجرامي ، لكنه استخدم الموقع تاريخيًا لنشر السير القصيرة لأعضاء المجموعة البارزين ، ونشر دعاية مناهضة للإجهاض ، ونشر صور لما يُزعم أنها أجنة دموية تم إجهاضها ، ويستخدم الموقع. كوسيلة لتبرير تصرفات الجماعة وتحريض الآخرين على نصرة جيش الله والاتفاق مع ما تمثله.

## وثائقي
ظهرت حركة AOG ، جنبًا إلى جنب مع مجموعة مختارة من الأفراد المرتبطين بها ، في الفيلم الوثائقي HBO الجنود في جيش الله (2000) ، من إخراج مارك ليفين ودافني بينكرسون ، كجزء من سلسلة HBO's America Undercover.